# Ansuvimab
L'ansuvimab est un médicament utilisé pour traiter la maladie à virus Ebola. Il est vendu sous le nom de marque Ebanga.

## Mode d'action
L'ansuvimab est un anticorps monoclonal qui se fixe à la glycoprotéine du virus Ebola du Zaïre.

## Usage médical
L'ansuvimab peut être utilisé à tout âge, y compris pendant la grossesse. Le médicament est administré par injection intraveineuse.

## Effets secondaires
Les effets secondaires de l'ansuvimab comprennent une fièvre, un rythme cardiaque rapide, une diarrhée, des vomissements ou une hypotension artérielle. D’autres effets secondaires peuvent inclure des réactions allergiques. L'utilisation à peu près au même moment que le vaccin vivant contre Ebola peut diminuer l'efficacité du vaccin.

## Histoire
L'ansuvimab a été approuvé pour un usage médical aux États-Unis en 2020. Il figure sur la liste des médicaments essentiels de l'Organisation mondiale de la santé. Il a été fabriqué à l'origine par les NIH qui ont accordé une licence de fabrication à Ridgeback Biotherapeutics. La Biomedical Advanced Research and Development Authority a fourni près de 11 millions de dollars américains pour le développement ultérieur.